# Peter Anders
Pour les articles homonymes, voir Anders.
Peter Anders (Essen, 1er juillet 1908 - Hambourg, 10 septembre 1954) est un ténor allemand qui jouit d'une grande popularité dans les années 1930 et 1940.

## Biographie
Peter Anders abandonne la comptabilité pour étudier le chant à Berlin avec Ernst Grenzebach et Lula Mysz-Gmeiner, chanteuse dont il épouse la fille Suzanne en 1935. Il débute au théâtre municipal d'Heidelberg en 1932, dans le rôle de Pedrillo de L'Enlèvement au sérail et Jaquino dans Fidelio.
Il chante alors à Darmstadt le Tamino de la Flûte et Sou Chong du Pays du sourire (1933-35), à Cologne (1935-1936), à Hanovre (1937-1938). Remarqué par Clemens Krauss, il est invité au Staatsoper de Munich (1938-40), puis au Staatsoper Unter Linden de Berlin (1940-1948) et à Hambourg (1948-1954).
Resté à Berlin après 1940, il quitte la ville pendant le blocus des Soviétiques et s'installe à Hambourg, où commence sa carrière internationale.
À l'étranger, il paraît à Salzbourg, Vienne, Amsterdam, Bruxelles, Londres, Glyndebourne, Naples, Genève et Édimbourg. Outre l'opéra, il donne des soirées de Lieder avec Hubert Giesen comme accompagnateur.
Il chante d'abord le répertoire léger et lyrique, L'Enlèvement au sérail (Belmonte), Don Giovanni (Ottavio), La Flûte enchantée (Tamino), Martha (Lionel), L'Elisir d'amore (Nemorino), Don Pasquale (Ernesto), Rigoletto (duc de Mantoue), La Traviata (Alfredo), La Bohème (Rodolfo), etc.
Au fil des ans, sa voix s'élargit et il aborde des rôles beaucoup plus dramatiques avec succès, tels que Max, Lohengrin, Stolzing, Siegmund, Don José, Radamès, Otello.
Peter Anders était l'un des ténors allemands les plus intelligents de son époque. Il meurt prématurément des suites de blessures reçues lors d'un accident de voiture.

## Sources
- Alain Pâris, Le dictionnaire des interprètes, Robert Laffont, 1989  (ISBN 2-221-06660-X)
- Roland Mancini & Jean-Jacques Rouveroux, Le guide de l'opéra, Fayard, 1986  (ISBN 2-213-01563-5)